# نینا پاستوری

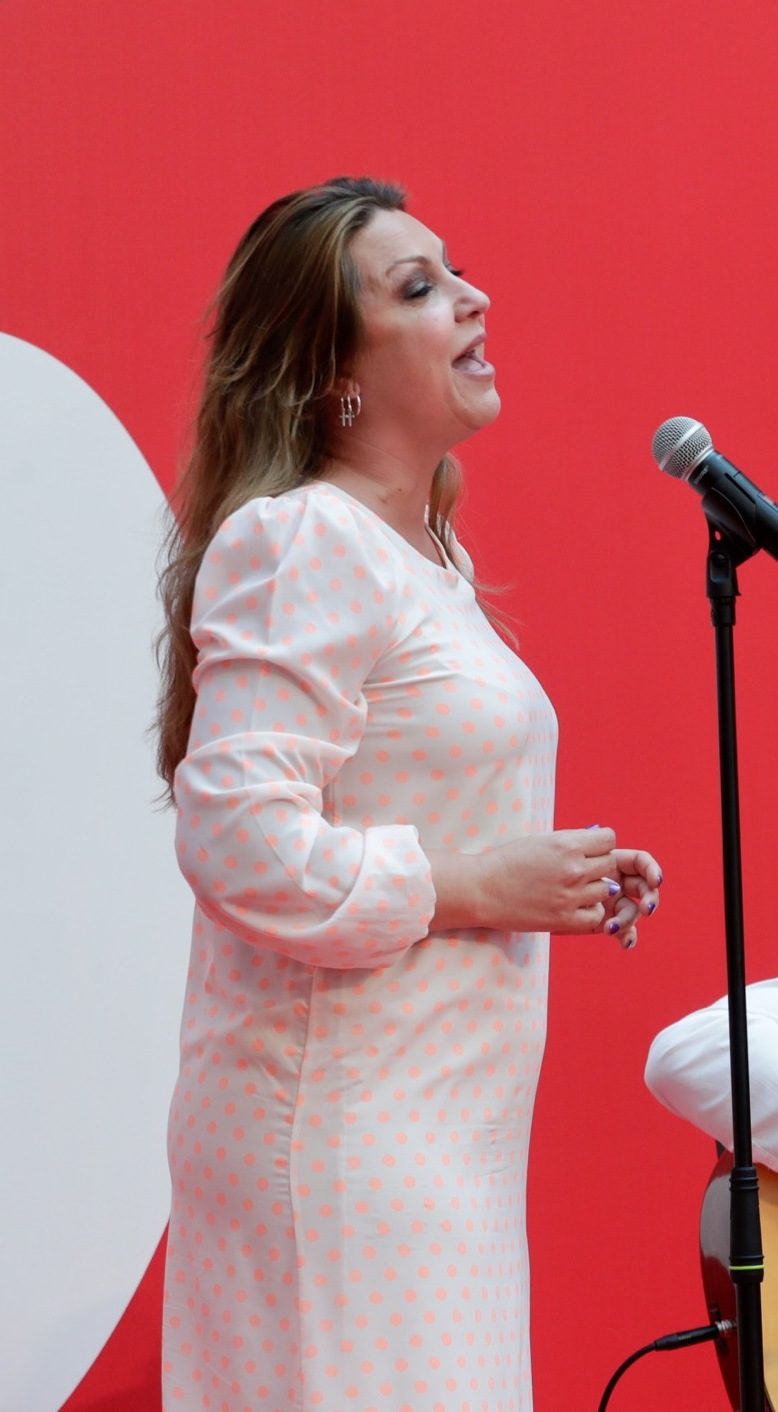

ماریا روزا گارسیا گارسیا (سن فرناندو، ۱۵ ژانویه ۱۹۷۷)، معروف به نینا پاستوری، خواننده و ترانه‌سرای فلامنکو است که در ۲۵ سال فعالیت حرفه ای خود بیش از ۲ میلیون نسخه فروخته‌است. جایزه Plaza de España 2018 که توسط هیئت دولتی در اندلس اعطا می‌شود. و مدال اندلس، در فوریه ۲۰۱۸ به او اهدا شده‌است.
ماریا روزا گارسیا گارسیا در سال ۱۹۷۷ در شهر کادیز سن فرناندو به دنیا آمد. او کوچک‌ترین فرزند از پنج فرزند پاستورا، خواننده آماتور کولی، و خوزه، نظامی پیو است. نام هنری او «نینا پاستوری» است زیرا در بین برادرانش تنها زن بود و همه از او به عنوان «دختر» یاد می‌کردند.